# Piazza dei Priori

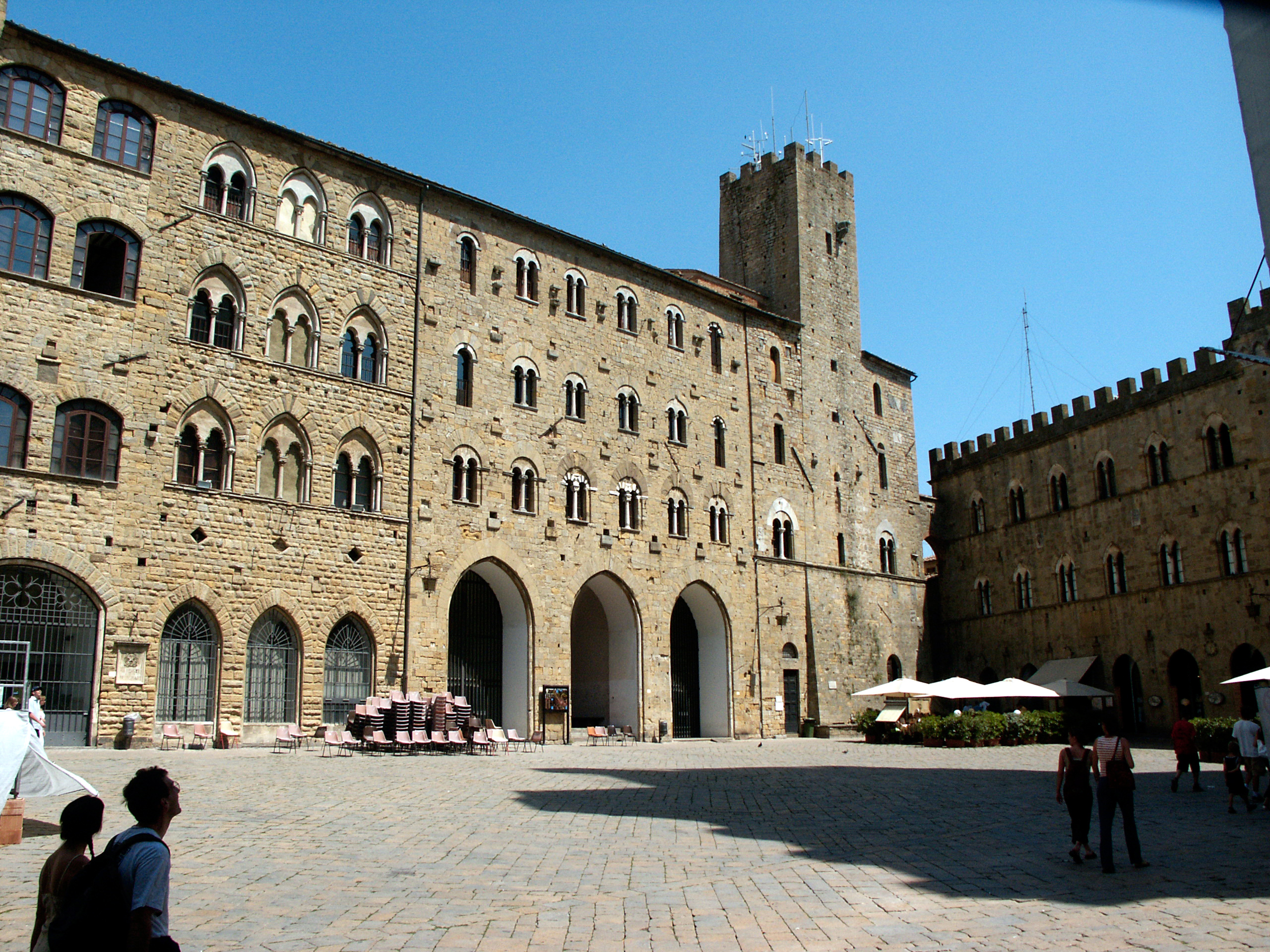
Il fronte nord-est della piazza col Palazzo Pretorio

La piazza dei Priori è il cuore della città medievale di Volterra, in provincia di Pisa.
Su di essa si affacciano maestosi palazzi tra cui Palazzo dei Priori da cui il nome, il Palazzo Vescovile, Palazzo Incontri e il Palazzo Pretorio. Su quest'ultimo esiste una targa posizionata a circa un metro di altezza con inciso una linea e la scritta "M. 534 s.l.m." con il significato di riportare l'altitudine riferita al livello del mare.
Nei mesi invernali la piazza viene usata per il mercato settimanale delle merci che si svolge il sabato mattina.